# Strawberry Prince
Стравберрі Принце (яп. すとろべりーぷりんす, Strawberry Prince) також відомий як Сутопурі (яп. すとぷり, SutoPuri)  — Японський музичний колектив.

## Член
| Ім'я     | Японське ім'я        | Колір          | Народжений                |
| -------- | -------------------- | -------------- | ------------------------- |
| Нанаморі | ななもり。(Nanamori) | ■ Фіолетовий   | 23 червня 1995 (29 років) |
| Жел      | ジェル (Jel)         | ■ Помаранчевий | 28 липня 1996 (28 років)  |
| Сатоми   | さとみ (Satomi)      | ■ Рожевий      | 24 лютого 1993 (32 роки)  |
| Корон    | ころん (Colon        | ■ Блакитний    | 29 травня 1996 (28 років) |
| Рину     | 莉犬 (Rinu)          | ■ Червоний     | 24 травня 1998 (26 років) |
| Рут      | るぅと (Root)        | ■ Жовтий       | 25 жовтня 1998 (26 років) |

### Колишні члени
| Ім'я   | Японське ім'я        |
| ------ | -------------------- |
| Канна  | かんな (Kanna)       |
| Шиюн   | しゆん (Shiyun)      |
| Кетчуп | けちゃっぷ (Ketchup) |
| Юку    | ゆうく (Yuuku)       |

## Дискографія

### Одиночна
- Ichigo-iro natsu hanabi
- Strawberry Halloween Night
- Parade wa kokosa
- Christmas no mahō
- Strawberry Nightmare
- Mabushigariya
- Suki suki seijin
- Dai uchū Rendezvous
- Streamer

### Альбом
- 2019 — Strawberry Love!
- 2020 — Strawberry Next!
- 2020 — Strawberry Prince

## Фільмографія

### Радіошоу
- 2019 — Strawberry Monday (すとぷりMonday)[3]
- 2019-сьогодні — Strawberry Stop Listen! (すとぷりのStop Listen!)[4][5]